# 刘彦林
劉彥林（1935年11月12日—），陕西子洲人。中國作家，中國共產黨党员。1948年參加中國人民解放軍，1958年开始发表文學作品。1960年毕业于河北文化学院文学系。历任中國人民解放军1军文工团、中國人民志愿军1师文工队队员，华北制药厂、华北制药集团公司企业报刊负责人、石家庄市作协副主席。1986年加入中国作家协会。著有长篇小说《东风浩荡》、《春风得意》、《流水情长》、短篇小說《車間主任》等。长篇小说《东风浩荡》曾經翻譯成朝鮮文，《三月潮》获1988年河北省文艺振兴奖並且被改變成電視劇，《三月潮》的電視劇剧本获1988年河北省文艺振兴奖。河北省政府曾授予其二等功一次。